# طلال إبراهيم
طلال إبراهيم فرج (مواليد 10 أبريل 2001) لاعب كرة قدم قطري يجيد اللعب في خط الوسط لعب سابقاً مع نادي السد في دوري نجوم قطر .
و هو شقيق اللاعب مشعل إبراهيم .